# Nastasja Penzar
Nastasja Penzar (geboren 1990 in Berlin) ist eine deutsche Schriftstellerin.

## Leben
Nastasja Penzar lebte in Zagreb, Frankfurt am Main, Guatemala-Stadt, Leipzig, São Paulo, Wien und Berlin. Zunächst studierte sie Romanistik und später Sprachkunst an der Universität für angewandte Kunst in Wien.
Ihre Promotion schloss sie 2022 mit einer Dissertation zum Thema Settling accounts with God. (Counter-)Positions on the religious in post-Yugoslav literature using the example of ›How the Soldier Repairs the Gramophone‹ by Saša Stanišić an der Universität für angewandte Kunst bei Esther Dischereit ab.
Sie arbeitet an diesem Institut als Senior Lecturer.

## Werk
Nastasja Penzar veröffentlichte in Anthologien und Zeitschriften, darunter Lyrik in den Bänden Ansicht der leuchtenden Wurzeln von unten, herausgegeben von u. a. Yevgeniy Breyger und erschienen im Poetenladen, Fragmente einer Unsicherheit in der Edition Nautilus sowie Essays in der Herder Korrespondenz.
2020 erschien ihr Debütroman Yona bei Matthes & Seitz. Für ihre Arbeit am zweiten Roman erhielt sie für das Jahr 2022 das Arbeitsstipendium für deutschsprachige Literatur des Berliner Senats.
2023 ist sie Stipendiatin des Literarischen Colloquiums Berlin.
2025 erhielt sie den Edit Essaypreis für den Text Körper, geschichtet.